# سرور تیغه‌ای

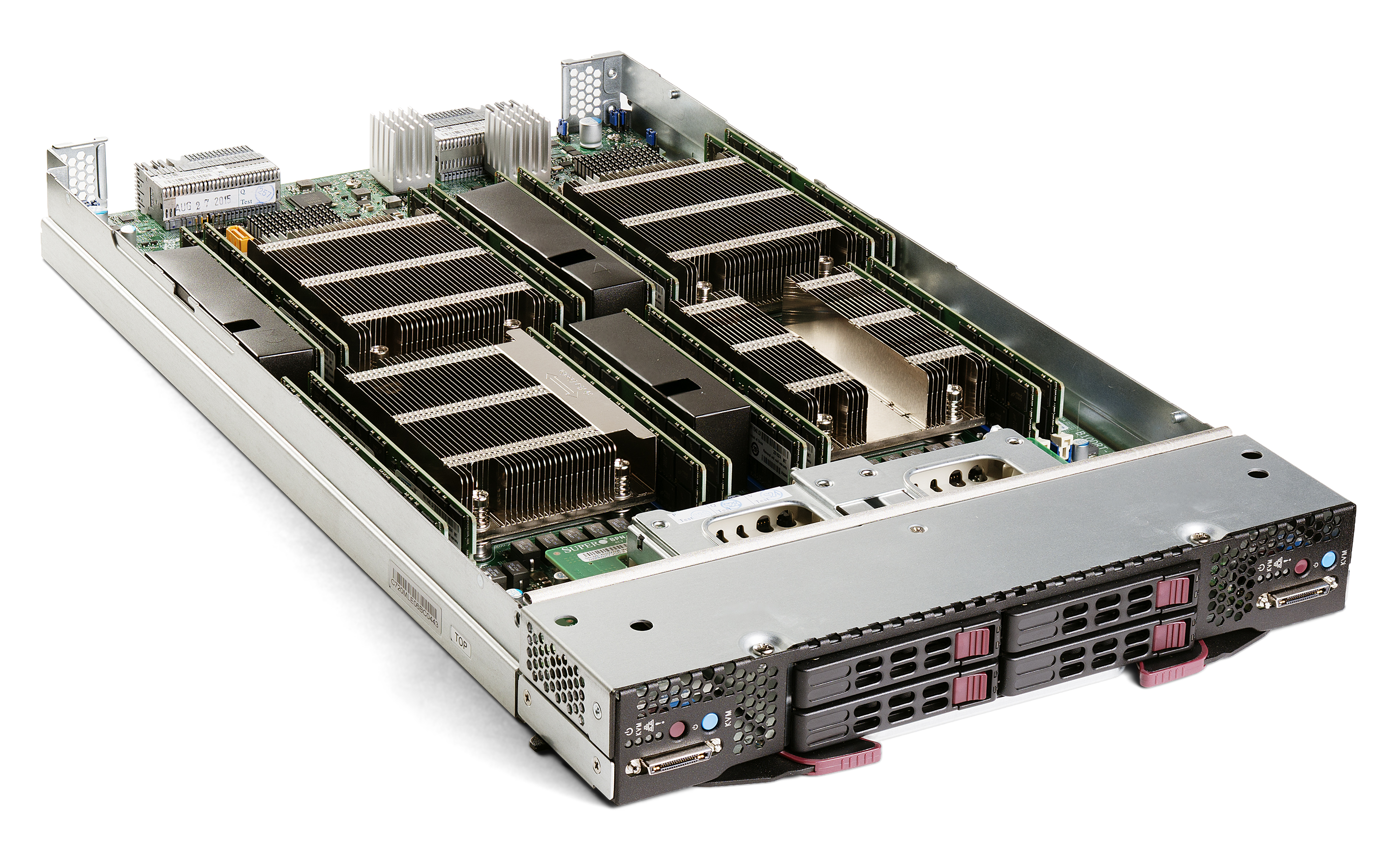
سرور تیغه ای سوپرمیکرو SBI-7228R-T2X، حاوی دو گره سرور سی‌پی‌یو دوگانه

سرور تیغه‌ای (به انگلیسی: blade server) یا بِلِید سرور یا سرورهای لبه‌ای یک رایانه سرور با طراحی ماژولی است که برای به حداقل رساندن استفاده از فضای فیزیکی و انرژی، بهینه‌شده است. سرورهای تیغه‌ای برای صرفه‌جویی در فضا، به حداقل رساندن مصرف توان و سایر ملاحظات، بسیاری از اجزای خود را حذف می‌کنند، درحالی که هنوز همه اجزای عملکردی را دارند که باید یک رایانه در نظر گرفته شوند. برخلاف سرور قفسه‌نصب‌شو، یک سرور تیغه‌ای در داخل یک محفظه تیغه‌ای قرار می‌گیرد که می‌تواند چندین سرور تیغه‌ای را نگه دارد و خدماتی مانند برق، خنک‌سازی، شبکه‌بندی، میان‌اتصالات مختلف و مدیریت را ارائه دهد. با هم، تیغه‌ها و محفظه تیغه‌ای از یک سامانه تیغه‌ای را تشکیل می‌دهند که ممکن است خود روی قفسه نصب شود. ارائه دهندگان بلیدهای مختلف، اصول متفاوتی در مورد اینکه چه چیزی باید در خود تیغه و در کل سیستم تیغه‌ای قرار دهند، دارند.
در یک پیکربندی استاندارد سرور قفسه‌ای، یک یکان قفسه (واحد قفسه) یا 1یو — ۱۹ اینچ (۴۸۰ میلیمتر) عرض و ۱٫۷۵ اینچ (۴۴ میلیمتر) بلندی — حداقل اندازه ممکن هر تجهیزات را مشخص می‌کند. مزیت و توجیه اصلی محاسبات تیغه‌ای مربوط به برداشتن این محدودیت به منظور کاهش اندازه مورد نیاز است. رایج‌ترین ضریب شکل قفسه رایانه 42U ارتفاع است که تعداد دستگاه‌های رایانهٔ مجزا را که مستقیماً در یک قفسه نصب می‌شوند به ۴۲ جزء محدود می‌کند. تیغه‌ها این محدودیت را ندارند. تا تاریخ ۲۰۱۴ تراکم تا ۱۸۰ سرور در هر سامانهٔ تیغه ای (یا ۱۴۴۰ سرور در هر قفسه) با سامانه‌های تیغه‌ای قابل‌دستیابی است.